# Mont-Dore (eau en bouteille)
Mont-Dore est une marque d'eau vendue en bouteille commercialisée depuis 1989 par la société Sources du Mont-Dore en Auvergne (SMDA), qui appartient au groupe Roxane. 

Elle bénéficie de l’appellation eau de source.
Ses sources se situent au Mont-Dore dans le département du Puy-de-Dôme, région Auvergne, la principale étant la source dite de La Montille à 1220m d'altitude.

## Production
En 2010, la production atteignait 150 millions de litres.